# مستعر أعظم 1979C
المستعر الأعظم 1979C (رسمياً:SN 1979C)، مستعر أعظم من النوع الثاني، أكتشف يوم 19 أبريل 1979 من قبل «غوس جونسون»، معلم مدرسي وفلكي هاوي، يقع في المجرة الحلزونية ميسييه 100 ضمن كوكبة الهلبة على بعد 50 مليون سنة ضوئية.
يُعرف هذا النوع من المستعرات بأنه ناتج عن إنهيار قلب نجم أكبر من الشمس بما لا يقل عن 8 مرات، هذا الإنهيار يؤدي إلى إنفجار عنيف يمزق الطبقات العليا من النجم وينثرها بعيداً، بعد دراسة إبعاثات الأشعة السينية من المستعر تم تقدير كتلة النجم المسبب له بحدود 20 كتلة شمسية كونها تعطي قيمة حدية بين أن يُكوّن المستعر ثقب أسود أو نجم نيوتروني.
في يوم 15 نوفمبر 2010، أعلنت ناسا عن إيجادها دليل لتكون ثقب أسود من بقايا إنفجار هذا المستعر الأعظم.

## الدراسة
مجموعة علماء بقيادة «دان باتناودي» من مركز هارفارد-سميثونيان للفيزياء الفلكية في كامبرج، عملوا على دراسة وتقييم البيانات الرصدية بين عامي 1995-2007 المأخوذة من مرصد شاندرا بالإضافة إلى مرصد XMM-نيوتن الخاص بوكالة الفضاء الأوروبية، و مرصد روسات الألماني.
لاحظ الباحثون وجود مصدر مستقر للأشعة السينية وتوصلوا إلى أن هذا الإشعاع ممكن أن يكون ناتج عن مادة يتم إمصاصها من قبل جرم عالي الكثافة ناتج من المستعر الأعظم أو من جسم آخر يشكل معه نظام ثنائي، تفسير آخر مختلف يمكن أن يكون مصدر لإنبعاث هذه الأشعة هو رياح سديمية نبضية ناتجة عن دوران سريع لنجم نابض مثل الذي موجود في سديم السرطان. هاتين الفكرتين هما ما يقع خلف أغلب مصادر الأشعة السينية المعروفة، في حالة الثقوب السوداء المادة الساقطة إلى الثقب هي ما تبعث الإشعاع وليس الثقب نفسه، حيث يتم تسخين الغاز الساقط في الثقب خلال مجال جاذبية عالي الشدة.
بالإضافة إلى هذا تمت دراسة المستعر الأعظم 1979C في مدى طيف الترددات الراديوية، ودراسة المنحنى الضوئي له بين عامي 1985-1990 من خلال تلسكوب مصفوفة كارل جي بالغة الكبر الراديوي في نيومكسيكو.